# Волчек, Яков Иосифович
Я́ков Ио́сифович Во́лчек (17 апреля 1912, Витебск — 1988) — русский советский прозаик, драматург и сценарист.

## Биография
Учился в Ростовском университете. Лауреат премии Союза писателей СССР и МВД СССР (1955). Награждён медалями. Член Союза писателей СССР (1943). В 1967 поддержал письмо Солженицына об отмене цензуры.
По сценарию Якова Волчека и его жены Норы Адамян на студии «Таллинфильм» в 1965 году был снят кинофильм «Ноль три».
В 1960-е — 1980-е годы вместе с Норой Адамян жил в ЖСК «Советский писатель» (д. № 25 по Красноармейской улице).

## Сочинения

### Драматургия
- Заглянуть в колодец: Пьеса. — М., 1965
- Судебная хроника: Пьеса. — М., 1966
- Мера истины: Пьеса. — М., 1967
- Сочтемся славою…: Пьеса. — М., 1970
- Голос крови: Комедия. — М., 1972 (в соавт.)
- Снятый и назначенный: Пьеса. — М., 1977
- КПД одержимости: Пьеса. — М., 1978
- Мера истины: Пьесы. — М., 1978

### Проза
- Проводник С. Р. С.: Повесть. — М., 1956
- Рассказы о капитане Бурунце. — М., 1959. (ШБ)
- Карай; Сын Карая: Повести. — М., 1963 (Библиотека приключений и научной фантастики) ([publ.lib.ru/ARCHIVES/V/VOLCHEK_Yakov_Iosifovich/_Volchek_Ya._I..html читать здесь])
- Мои учителя: Рассказы. — М., 1963